# Калузиньский, Якуб
Я́куб Калузи́ньский (пол. Jakub Kałuziński; 31 октября 2002, Гданьск) — польский футболист, полузащитник клуба «Антальяспор» и сборной Польши.

## Клубная карьера
Якуб Калузиньский родился в городе Гданьск и является воспитанником местного клуба «Лехия». В 2020 году футболист был переведён в первую команду. Первую игру в основе Калузиньский провел 21 июня 2020 года в матче чемпионата Польши против «Погони». А в августе того же года в матче Кубка Польши полузащитник отметился первым забитым голом.
В 2023 году Калузиньский перешёл в состав турецкого клуба «Антальяспор».

## Карьера в сборной
В июне 2022 года в матче против команды команды Сан-Марино Якуб Калузиньский дебютировал в составе молодёжной сборной Польши.